# 幸福銀行
株式会社幸福銀行（こうふくぎんこう）は、かつて大阪府大阪市西区に本店を置いていた第二地方銀行（旧相互銀行）の会社である。1989年に相互銀行から普通銀行になるに当たって行名を「幸福相互銀行」から改めた。なお、店舗の看板の「福」には、「礻」偏ではなく、旧字体の「示」偏が用いられていた。

## 同族経営の機関銀行
1926年に和歌山県和歌山市に幸福無尽として発足。1951年に大阪市に本店を移転し、幸福相互銀行に商号を変更。1989年に普銀に転換し幸福銀行となる。
経営陣の陣容は社長に頴川徳助、実弟・勉二が副社長、長男・徳昭が専務と同族で経営の要職を固めていた。
頴川家の当主は代々徳助を名乗り徳助社長は5代目であった。自分の山林だけを通れば太平洋から日本海に出られると言われるほどの資産を誇り、徳助社長宅の近くには先代が建設した頴川美術館が立地していた。一族が経営する木材会社である大一商店などグループ企業が大株主であり、「大一商店グループの金融部門」と揶揄されてきた。また行員の採用でも関係者の身内や縁故採用者が多かった。
1985年、幸福銀が策定した第4次長期計画では、営業推進や融資審査部門を一体化した「リレーションシップ・マネジメント制度」の導入をうたい、翌年には営業推進部を設置した。同部が新規開拓した企業は、不動産、建設、金融業種が大半を占め、1993年3月末に廃止されるまで管掌する債権は増え続けた。また、東京地区の営業店を運用店舗として位置付け、バブル崩壊が忍び寄る中でも融資を増やし続けた。さらに1985年設立した系列のリース会社である幸福リースも不動産関連融資を積極化させ、ノンバンク企業は大蔵省が実施した不動産融資に対する総量規制の対象外であったため、銀行自体に成り代わり不動産融資を伸ばし続けた。
1992年には徳助社長が経営が痛み始めた幸福銀を立て直そうと、組織改正のほか株式公開を思案し、経営が復調した段階で徳昭専務に社長を任せるつもりであったとされるが、改革案は勉二副社長の反対で潰えたとされる。その後、幸福銀は証券会社に株式上場を勧められても頑なに拒み、経営不安が噂された頃には、徳助社長はマスコミの取材も無視を決め込んだ。

## 大蔵主導の再編策と見掛増資
1997年夏、大蔵省銀行局の杉井孝審議官は部下の石井道遠中小金融課長（のち、国税庁長官を経て東日本銀行頭取）を通じ、関西地区で経営が行き詰まっていた幸福銀、京都共栄銀行（筆頭株主が大一商店）、福徳銀行、なにわ銀行の4行に経営不振行同士を合併させるため、新たに創設した特定合併制度を利用し合併するよう持ち掛けていた。関西では1995年8月、木津信用組合と兵庫銀行が経営破綻し、翌年には阪和銀行に業務停止命令が発動されていたことから、次は○○銀行が危ないなどという風説が頻繁に流布され、金融の火薬庫と呼ばれていた。だが、同年9月になると4行の経営不振が表沙汰となり、また特定合併制度も与野党から不評を買った。こうしたことから大蔵省も4行同時処理を諦め、2行ずつを処理する方針へと軌道修正を図った。翌1998年10月26日、自主再建を断念した京都共栄銀から幸福銀に営業が譲渡された。
1999年2月、幸福銀幹部がATMの相互開放や資本提携を密かに大和銀行へ打診したが、同行はリスクが高すぎると拒絶した。このあと幸福銀は住友銀行や三和銀行にも提携を申し入れるがいずれも固辞。木村義雄の政界人脈にも期待したがそれも実を結ばず、外資系企業等からも色よい返事を得ることが出来なかった。金融監督庁の検査を受け資本増強を迫られた幸福銀は、グループ企業に対する3度の増資を実施するも経営基盤の強化にはつながらず、同じように経営難に陥っていた東京相和銀行グループと互いに増資を引き受け合う「迂回出資」を行い、急場をしのごうとした。一種の「見掛（見せ金）増資」であった。

## 経営破綻
1999年3月19日、金融監督庁は幸福銀に対する立ち入り検査を終え、同年4月13日、同庁が1998年9月末時点での資産内容を調べ直したところ問題債権が幸福銀の自己査定に比べ994億円も増加し、不良債権を適正に処理すれば464億円の債務超過となるとの検査結果を幸福銀に通知するとともに、1か月以内に資本増強策を提出すること。また1999年3月期決算の報告をするよう求めた。
これを受け同年5月10日、頴川社長が記者会見を開き、自助努力による再建を断念し公的資金投入によって経営再建に取り組む意向を表明した。しかし、同年5月14日、金融再生委員長柳澤伯夫が、幸福銀の公的資金申請に関連し、「過小資本の銀行に対する資本注入は自力増資など自助努力が前提」と述べ銀行の経営努力がない場合には公的資本注入は難しいとの考えを示した。この委員長の発言を金融界は幸福銀への資本注入を当局は認めないものと理解した。また幸福銀は同日付けで、自己資本比率が0.5%程度で健全性の目安とされる4%を割り込む水準であることを確認した。この事態によって金融監督庁は、幸福銀に銀行では初めてとなる早期是正措置を発動。1週間以内に経営改善策を提出するよう求めた。これによって同年5月21日、万策尽きた幸福銀は金融再生委員会に金融再生法8条に基づく破綻を申請した。以後同行には金融整理管財人が派遣され、国の管理下に置かれた。

## マーケットの「モラルハザード」
廃業の理由は「将来、預金の払戻ができなくなる」だったが、実際には当面の資金繰りはついていた。それは、コール市場を通じ、他の複数の金融機関が幸福銀に巨額の資金を供給していたためだった。資金を求める幸福銀に対しては、通常より高金利で資金を貸すことができ、破綻しても国が公的資金で肩代わりして焦げ付く恐れがないため、超低金利で運用難にあえぐ他の金融機関にとって、幸福銀は絶好の運用先だった。1997年11月の三洋証券の破綻時、コール市場にデフォルトが発生し、大混乱に陥った教訓から、ペイオフ実施前はこうした取引も完全に保護されることを逆手にとったもので、一種のモラル・ハザードであった。

## その後
経営破綻によって、幸福銀は金融整理管財人によって受け皿銀行探しが開始されるが、同族色の強い幸福銀を金融界では忌避する傾向が強く、管財人からの引受要請を住友銀や三和銀は固辞した。そのような中、1999年秋に大和銀グループが受け皿候補に名乗りを上げた。また同グループが引受を拒否していた和歌山県や奈良県の店舗に関してはそれぞれの地元銀行である和歌山銀行、奈良銀行が引受の意向を表明した。こうしたことから幸福銀は地域別に分割して譲渡されるとの観測が広がった。しかし、2000年に入ると受け皿候補として米国の投資会社であるロスチャイルド社が急浮上した。同社は店舗の一括譲受の意向を示したことから、分割よりも手間がかからないため、管財人団もロスチャイルド社へに傾いた。だが、同年3月末でロスチャイルド社で幸福銀の受け皿事案を管掌していたウィルバー・ロス（後のアメリカ合衆国商務長官）が退社し、新たにWLロス・アンド・カンパニーを立ち上げ、幸福銀の受け皿事案を引き継ぐ方針を明らかとした。この動きを金融当局は、ロスチャイルド社は信頼に足るが、ロスが個人として受け皿事案を手掛けることに不信感を抱き、交渉は決裂するかにみえた。しかし、同年5月18日、管財人団は大和銀グループを譲渡先と選定せず、ウィルバー・ロスが特別目的ファンドを通じて設立する新銀行を正常債権などの受け皿とすることで基本合意した発表した。これは地域金融機関を外資系ファンドが買収する初のケースとなった。
2001年2月5日、金融庁がロスの率いる投資ファンドが設立した新会社である関西さわやかに銀行免許を交付。「関西さわやか銀行」が発足した。同行頭取には東京三菱銀行元取締役の高橋修一が就任した。同年2月26日、幸福銀は関西さわやか銀に事業譲渡し、同年3月30日付で解散した。なお、2004年2月1日に関西さわやか銀は三井住友銀行の子会社である関西銀行に吸収合併され、関西アーバン銀行となり、さらに2019年4月1日にはりそなホールディングスの子会社である近畿大阪銀行と合併して関西みらい銀行となった。
1999年9月16日、頴川徳助らはグループ会社へ対し十分な担保を取らず不正融資をしていたとして大阪府警捜査二課と大阪地検特別捜査部に逮捕され、2003年3月19日、大阪地裁は頴川に懲役4年6か月の実刑判決を下した。2008年4月23日には上告が棄却され実刑が確定したが、高齢のため頴川は収監されなかった。
グループの中核で幸福銀本店ビルも所有していた大一商店は、2000年5月、大阪地裁で破産宣告を受けた。負債総額は205億円。グループ企業で、中堅の消費者金融会社だったコーエークレジットは、1998年にGEコンシューマー・ファイナンスに売却され、その後同様に同社傘下（後に新生銀行傘下）となったほのぼのレイク等と統合されている。またグループ色の強い消費者金融会社であったハッピークレジット（本社:大阪市）およびスカイ（本社：大阪市）の2社は、営業資産をアイフルが買収し、同社が新たに設立したハッピークレジット（現ギルド）が貸出債権を継承した。
なお、本店跡地には2007年10月にアパホテル大阪肥後橋駅前が開業している。

## 幸福銀行と和歌山
幸福銀行はもともと和歌山市で創業したため、和歌山県内に多くの支店があった。県南にあった串本支店や古座支店、勝浦支店は主に大阪府内での店舗拡充のために閉鎖され（当時は大蔵省が銀行に出店規制をかけていたため、地方の支店を廃止して大都市へ出店するというスタイルが一般的であった）、田辺支店や新宮支店、海南支店のような比較的大きな支店も幸福銀行末期から関西さわやか銀行を経た関西アーバン銀行初期にかけて続々と閉鎖された。現在でも関西みらい銀行の支店として存続している和歌山県内の支店は「和歌山支店（店番：801）」と「橋本支店（店番：802）」のみである。